# Assiuta hieroglyphica
Assiuta hieroglyphica är en insektsart som beskrevs av Bergevin 1925. Assiuta hieroglyphica ingår i släktet Assiuta och familjen dvärgstritar. Inga underarter finns listade i Catalogue of Life.